# Hokejový turnaj v Berlíně
Hokejový turnaj v Berlíně byl mezinárodní turnaj v ledním hokeji, který se konal v hlavním městě Německa každoročně v letech 1908 až 1910. Jednalo se vůbec o první mezinárodní soutěž v ledním hokeji, která byla zorganizována. Prvního a třetího ročníku se zúčastnilo 5 družstev a druhého ročníku 6 družstev, která se vždy střetla vyřazovacím způsobem ve čtvrtfinále, semifinále a finále. Hrací doba byla rozdělena na dvě části. V případě nerozhodného výsledku na konci druhé části se hrála třetí část, v případě nerozhodného výsledku na konci třetí části se hrála čtvrtá část a v případě nerozhodného výsledku na konci čtvrté části se hrála pátá část. Na prodloužení došlo jednou ve druhém ročníku, kdy se finále rozhodlo ve čtvrté části a dvakrát ve třetím ročníku, kdy se prodlužovala obě semifinále a jedno se rozhodlo v prvním prodloužení a druhé ve třetím prodloužení.

## Výsledky
| Rok  | Vítěz                        | Poražený finalista          | Poražení semiífinalisté                                | Poražení čtvrtfinalisté                       |
| 1908 | Princes Ice Hockey Club      | Club des Patineurs de Paris | Berliner SC, Berliner Hockey Club                      | Charlottenburger Sport Club 1902              |
| 1909 | Akademischer SC 1906 Dresden | Brussels IHC                | Berliner SC, Berliner Hockey Club                      | výběr Prahy, Charlottenburger Sport Club 1902 |
| 1910 | Club des Patineurs de Paris  | Berliner SC                 | Akademischer SC 1906 Dresden, Brussels Ice Hockey Club | Verband Berliner Athletikvereine              |